# 제너럴 일렉트릭 빌딩

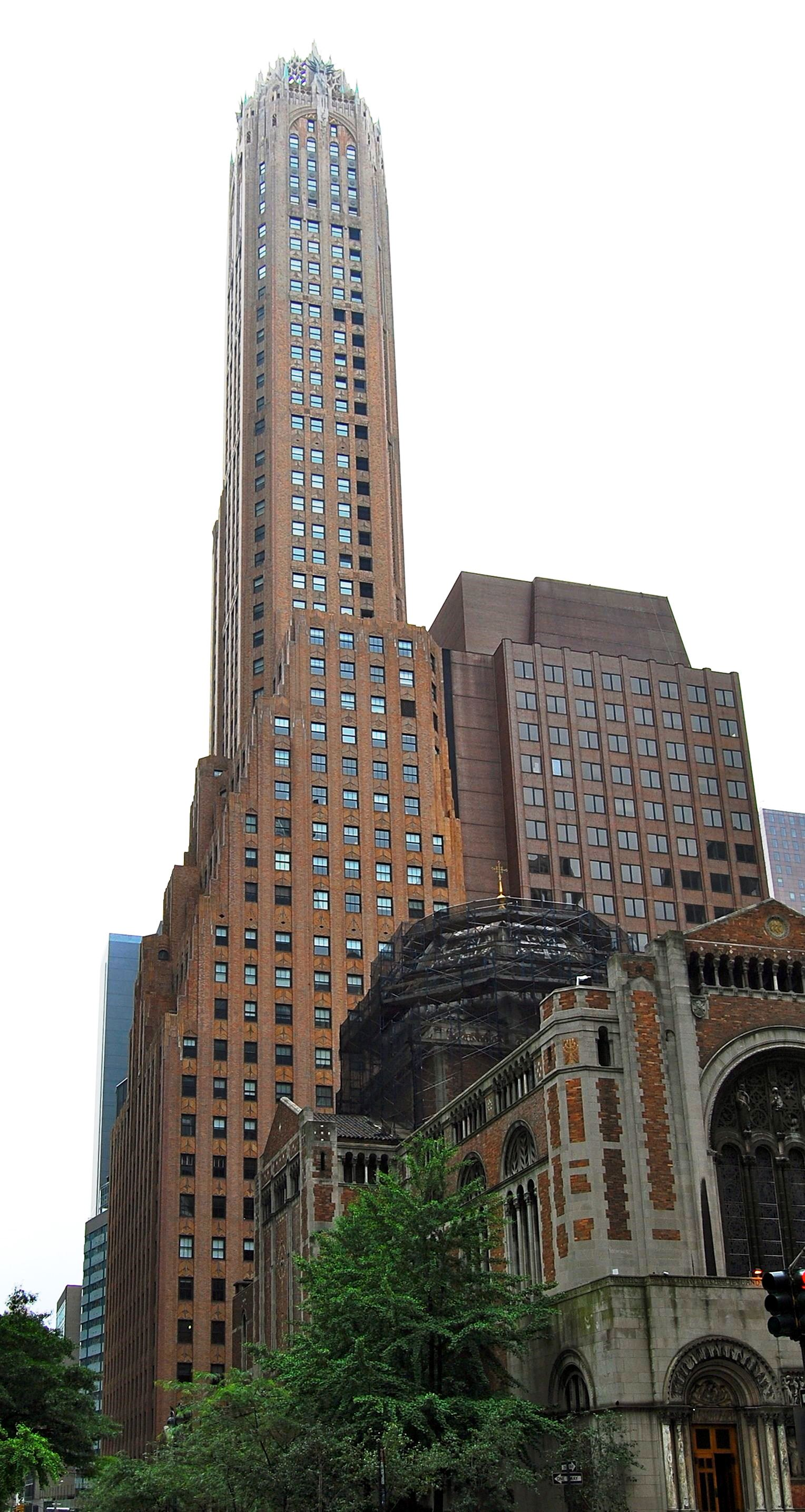
제너럴 일렉트릭 빌딩

제너럴 일렉트릭 빌딩(영어: General Electric Building)은 뉴욕 맨해튼 미드타운 렉싱턴 애비뉴와 51번가 남서부에 있는 50층으로된 높이 200m의 초고층 빌딩이다 570 렉싱턴 애버뉴 (570 Lexington Avenue)라는 이름으로도 잘 알려져 있으며, 크로스 앤 크로스의 존 W. 크로스에 의해 1931년에 설계된 원래 이름은 RCA 빅터 빌딩(RCA Victor Building)이었다.

## 같이 보기
- 뉴욕의 건축